# Bonner Hütte
Il Bonner Hütte, anche conosciuto come Pfannhornhütte (traducibile in italiano come "rifugio del Corno di Fana"), si trova a 2.340 m s.l.m. sotto al Corno di Fana, vicino al confine con il Tirolo orientale austriaco e a Dobbiaco in Alto Adige. La sua riapertura ha avuto luogo il 30 giugno del 2007.

## Storia

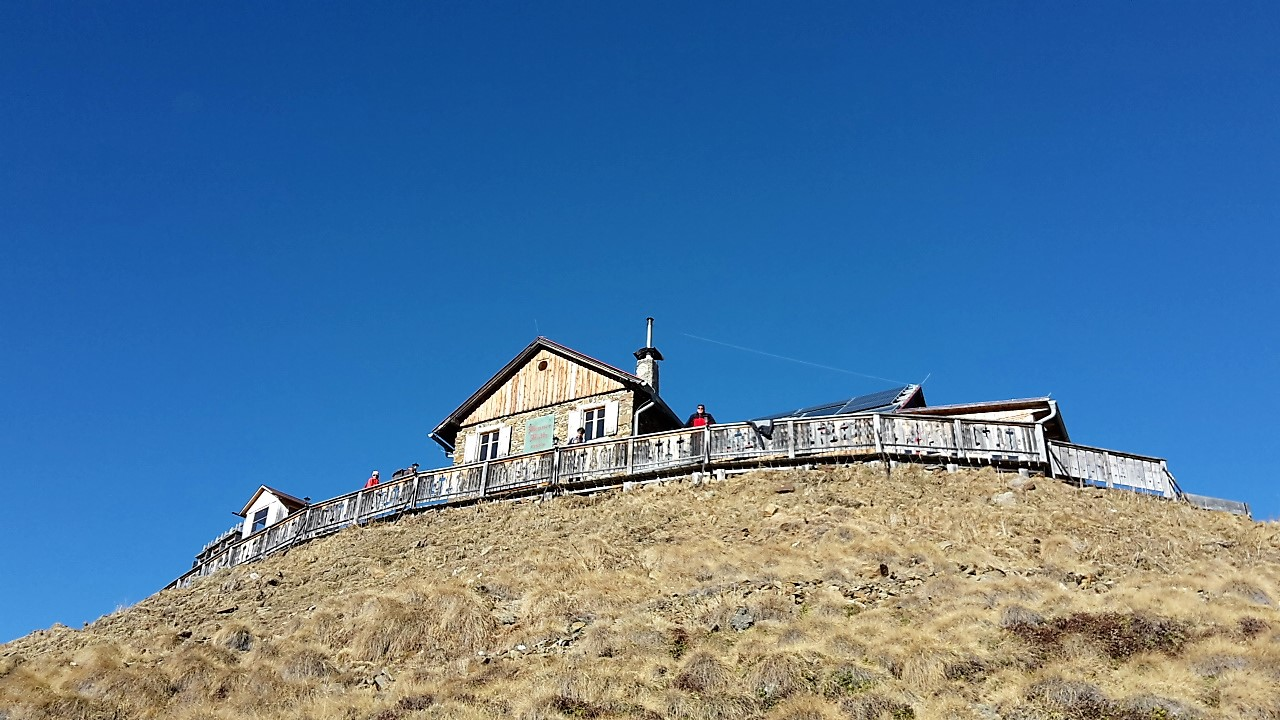
Vista della malga

La costruzione della malga si ha nel 1893 da parte della sezione "Alta Pusteria" del Deutscher und Österreichischer Alpenverein (DuÖAV). Nel 1896 la sezione di Bonn si assunse i costi di gestione. Il 23 agosto 1897, la Bonner Hütte è stata inaugurata. Dopo la prima guerra mondiale, l'Alto Adige divenne territorio italiano e quindi la malga venne espropriata e utilizzata fino al 1971 per scopi militari. In seguito venne abbandonata.
Nel 2001 i resti della Bonner Hütte entrano in possesso del comune di Dobbiaco, che dopo alcuni anni di lavoro è riuscito a mettere a nuovo la malga. Questa ora può ospitare 25 persone per la notte.